# 塞拉 (公司)
塞拉（阿拉伯语：صلة）是沙烏地阿拉伯一間專注於體驗、活動與旅遊目的地的娛樂與餐旅公司。
自1997年以來，塞拉的業務已從沙烏地阿拉伯的體育產業擴展至娛樂、休閒及文化產業。塞拉由沙烏地阿拉伯主权财富基金—公共投資基金（PIF）所有。
公司在沙烏地阿拉伯境內建設及管理娛樂及悠閒設施。2010年，公司收購了紐約宇宙的控股權，但其後又將所持股份出售。
2023年，塞拉與英格蘭球隊纽卡斯尔联足球俱乐部達成一項多年合作協議，成為其主要球衣贊助商。後者的多數股權亦歸PIF所有。
隨著多項在沙烏地阿拉伯以外舉辧的活動（包括於洛杉磯舉辦的特伦斯·克劳福德對伊斯拉爾·馬德里莫夫，以及於溫布萊球場舉行的安东尼·约书亚對丹尼爾·杜波依斯等高水平〔high-profile〕拳擊賽事）取得成功，2025年3月，塞拉宣佈於倫敦開設其首間海外辦公室。

## 旅遊景點
塞拉擁有／管理一些處所，包括：
- VIA利雅得
- 林蔭大道
- 林蔭大道世界
- 利雅得會展中心
- 吉達超級圓頂體育場
- 吉達碼頭遊艇俱樂部
- 吉達海濱長廊

## 贊助

### 足球
- 纽卡斯尔联足球俱乐部（2023/24球季起）

## 外部連結
- 官方网站